# Parco nazionale Zuid-Kennemerland
Il parco nazionale Zuid-Kennemerland (in olandese: Nationaal Park Zuid-Kennemerland) è un parco nazionale situato nel Kennemerland (Olanda Settentrionale, Paesi Bassi).